# استان شینیانگا

موقعیت استان شینیانگا در نقشه تانزانیا

شینیانگا یکی از استانهای کشور تانزانیا می‌باشد . شهر مرکزی این استان نیز شینیانگا نام دارد .
این استان از سمت شمال با استان موانزا و استان کاگرا و استان مارا ، از جنوب با استان تابورا ، از غرب با استان کیگوما ،از جنوب شرقی با استان سینگیدا و از شرق هم با استان آروشا و استان مانیارا همسایه می‌باشد .
برپایه نتایج سرشماری عمومی نفوس و مسکن که در سال ۲۰۰۲ توسط دولت تانزانیا انجام شد جمعیت این استان بالغ بر ۲٬۷۹۶٬۶۳۰ نفر اعلام شده‌است.

## شهرستانها

شهرستان‌های تابعه استان شینیانگا

استان شینیانگا به لحاظ اداری و مدیریتی به هشت شهرستان تقسیم شده‌است. شهرستانهای :
- شهرستان باردیادی
- شهرستان بوکومبه
- شهرستان کاهاما
- شهرستان کیشاپو
- شهرستان ماسوا
- شهرستان میتو
- شهرستان شینیانگا روستایی
- شهرستان شینیانگا شهری